# Hilal Al-Quds Club
El Hilal Al-Quds Club (àrab: نادي هلال القدس, Nādī Hilāl al-Quds, ‘Club de la Mitja Lluna de Jerusalem’), més conegut com Hilal Al-Quds, és un equip de futbol palestí amb seu a Jerusalem, que juga en la Premier League de Cisjordània. L'estadi internacional Faisal Al-Husseini, amb capacitat per a 12.500 espectadors, és el seu estadi natal a Al-Ram, prop de Jerusalem.

## Història
Hilal Alquds es va fundar el 1972 amb una idea de Mahdi Hijazi. El club incloïa futbol, escoltisme, boxa, judo i karate. Recentment, el club ha experimentat una gran revolució esportiva, social i cultural. S'han celebrat desenes de partits i s'han creat tres importants centres: Centre de Cultura, Art i F i Football Academy. El club també va establir el campament d’estiu més gran de Palestina, ja que abasta el primer cinema en 3D de Jerusalem i la col·lecció més gran d’escoltes sagrats.
El Hilal Alquds es va fundar en 1972 amb una idea de Mahdi Hijazi. El club incloïa futbol, escoltisme, boxa, judo i karate. Recentment, el club ha experimentat una gran revolució esportiva, social i cultural. S'han organitzat desenes de partits i s'han creat tres importants centres: Centre de Cultura, Art i Fitness i Acadèmia de Futbol. El club també ha establert el major campament d'estiu de Palestina, així com el primer cinema en 3D de Jerusalem i la major agrupació d'escoltes.

## Palmarès
- Lliga Premier de Cisjordània:[3]
  - 2011–12, 2016–17, 2017–18, 2018–19

- Copa Palestina:[3]
  - Guanyadors (1): 2017–18

- Copa Cisjordània:[3]
  - Guanyadors (3): 2010–11, 2013–14, 2017–18

## Actuació en competicions AFC
- Copa AFC: 4 aparicions

2015: ronda de play-off
2018: ronda de play-off
2019: fase de grups
2020: TBD
- AFC President's Cup: 1 aparició

2013: Fase final

## Jugadors

### Actual plantilla
A 17 de juliol de 2020
| No. | Pos. | Nacion | Jugador             |
| --- | ---- | ------ | ------------------- |
| 1   | POR  | PLE    | Asel Asewat         |
| 3   | MIG  | PLE    | Mohammed Bassim     |
| 4   | DEF  | PLE    | Jalal Abu Yousef    |
| 7   | MIG  | PLE    | Mousa Farawi        |
| 9   | DAV  | PLE    | Mohammed Obeid      |
| 10  | DAV  | PLE    | Ibrahim Al-Habibi   |
| 11  | DAV  | PLE    | Abdalla Kholi       |
| 12  | DAV  | PLE    | Abdallah Idrees     |
| 17  | DEF  | PLE    | Samer Jondi         |
| 21  | DEF  | PLE    | Faeq Mahamid        |
| 23  | MIG  | PLE    | Mohammed Darweesh   |
| 24  | DEF  | PLE    | Mohammed Abumayyala |
| 32  | MIG  | PLE    | Mohammed Samar      |
| 43  | MIG  | PLE    | Mohammed Hammo      |
| 45  | DAV  | PLE    | Mahmoud Al-Awisat   |

| No. | Pos. | Nacion | Jugador            |
| --- | ---- | ------ | ------------------ |
| —   | POR  | PLE    | Omar Zaaneen       |
| —   | POR  | PLE    | Mahdi Zuabi        |
| —   | DEF  | PLE    | Tamer Salah        |
| —   | MIG  | PLE    | Izzeddin Abusnaina |
| —   | MIG  | PLE    | Sari Jadallah      |
| —   | MIG  | PLE    | Saqer Shqerat      |
| —   | MIG  | PLE    | Owais Yasin        |
| —   | MIG  | PLE    | Ahmed Kashour      |
| —   | MIG  | ISR    | Ali Na'ama         |
| —   | MIG  | PLE    | Mahmoud Sabbah     |
| —   | MIG  | PLE    | Ihab Shaheen       |
| —   | MIG  | PLE    | Mohammed Yameen    |
| —   | MIG  | PLE    | Samer Zubaidah     |
| —   | DAV  | PLE    | Mohammed Baydoun   |
| —   | DAV  | PLE    | Nooraldeen Khalil  |